# Friedrich Wilhelm Wiener
Friedrich Wilhelm Wiener (* 22. Januar 1884 in Meseritz, Schlesien; † 1921 oder davor) war ein deutscher Mathematiker. 
Wiener war der Sohn eines Amtsgerichtsrats und machte 1902 in Lauban sein Abitur. Er studierte danach Mathematik an der Universität Göttingen und (nach einem Jahr Wehrdienst 1904/05) an der Humboldt-Universität Berlin. Zu seinen Professoren gehörten David Hilbert, Ferdinand Georg Frobenius, Hermann Amandus Schwarz, Friedrich Schottky, Issai Schur und Edmund Landau, bei dem er 1911 in Göttingen mit Auszeichnung promoviert wurde (Elementare Beiträge zur neueren Funktionentheorie). Er starb spätestens 1921.
Wiener veröffentlichte nur eine Arbeit, in der er einen elementaren Beweis einer Ungleichung von David Hilbert in der Reihentheorie gab (der Ungleichung ist Kapitel 9 in dem Standardwerk Hardy, Littlewood, Polya Inequalities gewidmet). In seiner Dissertation gab er einen elementaren Beweis des Satzes von Wiman über ganze Funktionen.